# Enicospilus hei
Enicospilus hei là một loài tò vò trong họ Ichneumonidae.